# The Young British Soldier
The Young British Soldier est un poème à rimes plates de Rudyard Kipling, publié pour la première fois en 1890, dans le Scots Observer.

## Description
Ce poème apparaît sous la forme du monologue d'un soldat Britannique expérimenté adressé à la jeune recrue fraîchement débarquée « à l'Est » (cf premier vers), soit au sein du Raj britannique. Cependant, la dernière strophe fait mention de l'Afghanistan, car il s'agit bien là d'un territoire que les Britanniques tentèrent d'inclure à leur Empire ; d'ailleurs cette même strophe est visible en introduction à La Bête de guerre (Kevin Reynolds, 1988).
Chaque strophe (excepté la première et la dernière) est constitué de cinq vers et consacrée à un comportement ou une vision des choses à adopter ou éviter, ainsi qu'à d'autres danger à éviter tels que le choléra,.